# أبو زياد الكلابي
أبو زياد الكلابي وهو يزيد بن عبد الله بن الحر بن همام بن دهر بن ربيعة بن عمرو بن نفاثة بن عبد الله بن كلاب من بني عامر بن صعصعة

## مقدمة
كان عالم بالأدب وشاعر من بني كلاب بن ربيعة، وهم بطن عظيم من بنو عامر بن صعصعة من هوازن العدنانية، وكانت ديارهم في عالية نجد مابين الحجاز ونجد ، ثم انتقل كثير منهم إلى العراق والشام وشمال أفريقيا، وكان لهم في الجزيرة الفراتية صيت واسع. ولد ونشأ في بادية العراق، متذوّقاً السليقة العربية فأخذ الشعر يجري على لسانه في ريعان صباه، وسرعان ماغادر مسقط رأسه في البادية قاصداً بغداد، وهي يومئذٍ مقصد النابهين من الشعراء وملتقى المفكرين والعلماء.
قدم أبو زياد من بادية العراق أيام المهدي العباسي حين أصابت الناس المجاعة وحل بأرضه قحط، فدخل بغداد في، ونزل في قطيعة العباس بن محمد، الذي أغدق عليه العطايا ومنحه الأمن والسكينة، مما جعل إقامته تمتد بها نحو أربعين سنة ومات بها.
اشتهر أبو زياد الكلابي بوصف ديار قيس عيلان في عالية نجد وذكر أسماء المياه والجبال والوديان فيها ويعتبر أبو زياد المرجع الأول لمؤرخي البلدان والباحثين في معالم وبلاد قيس عيلان في عالية نجد والحجاز وذكر عنه ياقوت الحموي وغيره من المؤرخين.

## أخباره وأشعاره
أخباره وأشعاره حفلت بها كتب الأدب والتراجم وكذلك كتبه، فقد ذكره البغدادي في خزانة الأدب وهو يشرح قوله:
وقال البغدادي: صنف كتاب «النَّوادر»، وهو كتاب كبير فيه فوائد جمة. كما ذكره القفطي بإيجاز أيضاً وقال عنه:
كان لغوياً شاعراً فصيحاً.
نال هذا الشاعر إعجاب معاصريه من الشعراء وممدوحيه من الخلفاء والأمراء كالعباس بن محمد والمهدي العباسي. وقد ضاعت معظم أخباره وغابت كتبه بين كتب اللغة والنوادر.
عده علي بن حمزة البصري صاحب «التنبيهات على أغاليط الرواة» من العرب الفصحاء واستشهد بقوله: ماء مالح وهو أشد من شيء مالح.
أنشد أبو زياد الكلابي:
وقد نقل عنه صاحب لسان العرب وأصحاب الأمثال بعض آرائه اللغوية في الأمثال العربية.
وأشهر شعره ماختاره أبو تمام في حماسته وهو قوله:
قال أبو زياد الكلابي كان أبو الغريب النصري عندنا شيخا قد تزوج فلم يولم فاجتمعنا على باب خبائه وصحنا:
فأولم وأجتمعنا عنده فأعرس بأهله، فلما أصبح غدونا عليه فقلنا:
قال أبو زياد الكلابي: قدم رجل منا البصرة فتزوج امرأة، فلما دخل بها وأرخيت الستور وأغلقت الأبواب عليه، ضجر الأعرابي
وطالت ليلته حتى إذا أصبح وأراد الخروج منع من ذلك وقيل له لاينبغي لك أن تخرج إلابعد سبعة أيام فقال:

## مصنفاته
قال القفطي في كتاب إنباه الرواة:
صنف أبو زياد الكلابي كتباً جليلة، كثيرة الفوائد، مستوفاة في فنها، من هذه الكتب «النوادر»، و«الفروق»، و«خلق الإنسان»، و«الإبل».
ولعل أهم هذه الكتب كتابه «النوادر»، وهو مسائل وأبحاث لغوية وتفسير للأمثال العربية، فقد نقل عنه بعض المصنفين في هذا المجال كالبكري في فصل المقال.
قال القفطي: «كتاب النوادر وهو أتم كتاب عمل في هذا النوع وأكثرها فائدة» ولذلك استرق العلماء بعده منه.

## قالوا عنه
- ذكره الخطيب في تاريخ بغداد فقال: أعرابى قدم بغداد أيام المهدى العباسي بسبب المجاعة، فأقام ببغداد أربعين سنة و مات، و له شعر كثير، و علق الناس عنه أشياء كثيرة من اللغة و علم العربية.
- قال الوزير أبو القاسم المغربي: اسمه يزيد بن عبد الله بن الحارث بن همام بن دهر بن ربيعة وكان إماما في اللغة.
- ذكره ابن النديم في كتاب الفهرست فقال: اسمه يزيد بن عبد الله بن الحر: أعرابي بدوي شاعر ولغوي.
- قال علي بن حمزة البصري في كتاب «التنبيه على أغلاط الرواة» إنما بدأت بنوادر أبي زياد لشرف قدرها ونباهة مصنفها.

## وفاته
توفي أبو زياد الكلابي بحدود عام 200هـ ـ الموافق 815 م في بغداد